# بوب إيجر
 روبرت ألن ايجر ( /ˈaɪɡər/ من مواليد 10 فبراير 1951)  هو منتج أفلام وسائل الإعلام الأمريكية, و الرئيس التنفيذي ل شركة والت ديزني .
كان الرئيس التنفيذي من 2005 إلى 2020. قبل العمل في ديزني ، عمل إيجر كرئيس لـ ABC Television من 1994 إلى 1995 ، ورئيسًا لـ COO of Capital Cities / ABC، Inc.
مند عام 1995 حتى استحواذ ديزني على الشركة في عام 1996.

## قائمة المراجع
- Iger، Robert (23 سبتمبر 2019). The Ride of a Lifetime: Lessons Learned from 15 Years as CEO of the Walt Disney Company. بنغون رندم هاوس. ISBN:9780399592096. OCLC:1111242203. مؤرشف من الأصل في 2020-04-12.  Iger، Robert (23 سبتمبر 2019). The Ride of a Lifetime: Lessons Learned from 15 Years as CEO of the Walt Disney Company. بنغون رندم هاوس. ISBN:9780399592096. OCLC:1111242203. مؤرشف من الأصل في 2020-04-12.  Iger، Robert (23 سبتمبر 2019). The Ride of a Lifetime: Lessons Learned from 15 Years as CEO of the Walt Disney Company. بنغون رندم هاوس. ISBN:9780399592096. OCLC:1111242203. مؤرشف من الأصل في 2020-04-12.

## روابط خارجية
- بوب إيجر على موقع IMDb (الإنجليزية)
- بوب إيجر على موقع الموسوعة البريطانية (الإنجليزية)
- بوب إيجر على موقع مونزينجر (الألمانية)
- بوب إيجر على موقع إن إن دي بي (الإنجليزية)
- بوب إيجر على موقع قاعدة بيانات الفيلم (الإنجليزية)